# Perognathus
Perognathus é um gênero de roedores da família Heteromyidae.

## Espécies
- Perognathus alticolus Rhoads, 1894
- Perognathus amplus Osgood, 1900
- Perognathus fasciatus Wied-Neuwied, 1839
- Perognathus flavescens Merriam, 1889
- Perognathus flavus Baird, 1855
- Perognathus inornatus Merriam, 1889
- Perognathus longimembris (Coues, 1875)
- Perognathus merriami J. A. Allen, 1892
- Perognathus parvus (Peale, 1848)